# Громадська рада
Громадська  рада  — при  міністерстві,  іншому  центральному органі  виконавчої  влади,  Раді  міністрів  Автономної Республіки Крим,  обласній,  Київській та Севастопольській міській, районній, районній  у  мм. Києві та Севастополі держадміністрації (далі - громадська рада)  є  тимчасовим консультативно-дорадчим органом, утвореним  для  сприяння участі громадськості у формуванні та реалізації державної політики.
Утворення перших громадських рад ініційовано постановою Кабінету Міністрів України від 15 жовтня 2004 р. № 1378 "Деякі питання щодо забезпечення участі громадськості у формуванні та реалізації  державної політики".   
Нині чинною є Постанова Кабінету Міністрів України від 3 листопада 2010 р. № 996 "Про забезпечення участі громадськості у формуванні та реалізації державної політики".

## Завдання
Основними завданнями громадської ради є:
- створення умов для реалізації громадянами конституційного права на участь в управлінні державними справами;
- здійснення громадського контролю за діяльністю органів виконавчої влади;
- сприяння врахуванню органом виконавчої влади громадської думки під час формування та реалізації державної політики.

## Функції
Громадська рада відповідно до покладених на неї завдань:
- готує та подає органу виконавчої влади, при якому вона утворена (далі — орган), пропозиції до орієнтовного плану проведення консультацій з громадськістю, а також щодо проведення консультацій, не передбачених таким планом;
- готує та подає органу пропозиції щодо організації консультацій з громадськістю;
- подає органу обов'язкові для розгляду пропозиції щодо підготовки проектів нормативно-правових актів з питань формування та реалізації державної політики у відповідній сфері, удосконалення роботи органу;
- проводить відповідно до законодавства громадську експертизу та громадську антикорупційну експертизу проектів нормативно-правових актів;
- здійснює громадський контроль за врахуванням органом пропозицій та зауважень громадськості, а також дотриманням ним нормативно-правових актів, спрямованих на запобігання та протидії корупції;
- інформує в обов'язковому порядку громадськість про свою діяльність, прийняті рішення та їх виконання на офіційному вебсайті органу та в інший прийнятний спосіб;
- збирає, узагальнює та подає органу інформацію про пропозиції громадських організацій щодо вирішення питань, які мають важливе суспільне значення;
- організовує публічні заходи для обговорення актуальних питань розвитку галузі чи адміністративно-територіальної одиниці;
- готує та оприлюднює щорічний звіт про свою діяльність.

## Права
Громадська рада має право:
- утворювати постійні та тимчасові робочі органи (правління, секретаріат, комітети, комісії, експертні групи тощо);
- залучати до роботи ради працівників органів виконавчої влади, органів місцевого самоврядування, представників вітчизняних та міжнародних експертних і наукових організацій, підприємств, установ та організацій (за згодою їх керівників), а також окремих фахівців;
- організовувати і проводити семінари, конференції, засідання за круглим столом та інші заходи;
- отримувати в установленому порядку від органів виконавчої влади, органів місцевого самоврядування інформацію, необхідну для забезпечення діяльності ради;
- отримувати від органу проекти нормативно-правових актів з питань, що потребують проведення консультацій з громадськістю.

Члени громадської ради мають право доступу в установленому порядку до приміщень, в яких розміщений орган.

## Склад
До складу громадської ради можуть бути обрані представники громадських, релігійних, благодійних організацій, професійних спілок та їх об'єднань, творчих спілок, асоціацій, організацій роботодавців, недержавних засобів масової інформації та інших непідприємницьких товариств і установ, легалізованих відповідно до законодавства України (далі — інститути громадянського суспільства).
Склад громадської ради формується на установчих зборах шляхом рейтингового голосування за кандидатури, які добровільно заявили про бажання брати участь у роботі громадської ради та внесені інститутами громадянського суспільства.